# 傅里叶分析
傅立叶分析  是數學中的一種研究方法，主要研究一般函数如何用更简单的三角函数之和来表示，而分解过程又被称为傅里叶变换。傅里叶分析源于人們对傅里叶级数的研究。傅里叶分析以约瑟夫·傅里叶的名字命名。